# Проворов, Михаил Васильевич
Михаил Васильевич Проворов (5 сентября 1917, Ленинград — 30 марта 1965) — советский учёный, лесовод, автор технологии создания лесных культур в переувлажненных испорченных лесах, участник Великой Отечественной войны.

## Биография
Михаил Васильевич Проворов родился 5 сентября 1917 года в Ленинграде. По окончании школы поступил в Лесотехническую академию.
Обучение прервала война, с 1941 по 1945 год на фронте, награждён большим количеством правительственных наград.
По окончании войны продолжил учёбу, которую завершил в 1947 году. Прошёл путь от лесничего до директора Тосненского лесхоза. Руководил послевоенным восстановлением лесного хозяйства. Был избран депутатом в городе Тосно. Создатель уникальных лесных культур на территории Красноборского лесничества, впоследствии названых его именем (лесные культуры им. М. В. Проворова). С 1962 года преподаватель Лисинского лесного техникума.

## Память
- В честь Проворова М. В. названы лесные культуры в Тосненском районе Ленинградской области (320 га).
- Установлены памятники в Красноборском лесничестве и на территории Тосненского лесхоза.

## Родственники
Брат Николай Васильевич — полярный исследователь, зоолог.
Двоюродный брат Проворов, Пётр Николаевич — советский энергетик и гидротехник, выдающийся учёный гидравлик, ректор Ленинградского гидротехнического института, первый директор «ВНИИГ им. Б.Е.Веденеева».